# Mathematische Modellierung der Epidemiologie
Als mathematische Modellierung der Epidemiologie bezeichnet man die mathematische Modellierung einer Infektionskrankheit innerhalb einer Population, um den epidemiologischen Verlauf zu quantifizieren oder die künftige Entwicklung zu prognostizieren. Mittels einiger Grundannahmen lassen sich Parameter für verschiedene Infektionskrankheiten finden, mit denen sich beispielsweise Kalkulationen über die Auswirkung von Impfprogrammen aufstellen lassen.

## Grundlegende Konzepte
Die Basisreproduktionszahl {\displaystyle R_{0}} ist die Anzahl der Sekundärfälle, die ein Infizierter während seiner infektiösen Phase in einer homogen durchmischten Population durchschnittlich durch Ansteckung erzeugt. Dabei wird davon ausgegangen, dass in der Population noch keine Immunität existiert. Sobald ein Teil der Bevölkerung entweder nach überstandener Krankheit oder durch Impfung immun ist, gilt die effektive Reproduktionszahl {\displaystyle R_{\text{eff}}}. „Die effektive Reproduktionsrate … ist gleich der Basisrate …, abgezinst um … den Anteil der empfänglichen Wirtspopulation …“ an der Gesamtbevölkerung. In einer Formel:
{\displaystyle R_{\text{eff}}=R_{0}s}
Der Umfang der Bevölkerung wird durch das Symbol {\displaystyle N} erfasst. Die Zahl {\displaystyle S}, von englisch susceptibles, beziffert die Anzahl der für das Virus Empfänglichen, womit die nicht-immune Bevölkerung gemeint ist. Entsprechend ist {\displaystyle s} der Anteil der Empfänglichen an der Gesamtbevölkerung, so dass {\displaystyle s=S/N} gilt. Das ist eine Zahl zwischen 0 und 1. Vom Robert Koch-Institut ist während der Corona-Pandemie täglich die Zahl der neu und der insgesamt Infizierten in Deutschland mitgeteilt worden. Dabei handelt es sich, genauer gesagt, um die positiv Getesteten. Davon ist die Zahl der Infektiösen, auch als aktive Infizierte bezeichnet, zu unterscheiden, die in den mathematischen Modellen durch das Symbol {\displaystyle I} dargestellt wird. {\displaystyle I} ist die Zahl der Infizierten, die ansteckend sind (englisch infectious hosts, invectives) – es handelt sich um eine Teilmenge der Infizierten. Teilt man diese Zahl durch {\displaystyle N}, so erhält man den Anteil der Infektiösen an der Gesamtbevölkerung: {\displaystyle i=I/N}. Die Zahl der Genesenen und sodann als immun angenommenen Menschen wird mit der Variablen {\displaystyle R} (englisch recovered people) erfasst, wobei eine gewisse Verwechslungsgefahr mit der Reproduktionszahl besteht.
Die oben eingeführte Symbolik folgt Hethcote und folgt den üblichen Modellbezeichnungen, z. B. für das SIR-Modell, das die Dynamik und Entwicklung der Gruppen {\displaystyle S}, {\displaystyle I} und {\displaystyle R} darstellt. In den Standardwerken von Bailey und von Anderson/May werden die Symbole {\displaystyle X}, {\displaystyle Y} und {\displaystyle Z} anstelle von {\displaystyle S}, {\displaystyle I} und {\displaystyle R} verwendet.
Neben den grundlegenden Variablen, denen eine Einteilung der Bevölkerung in einander ausschließende Gruppen entspricht, gibt es weitere, mit deren Hilfe epidemiologische Modelle verfeinert und damit realitätsnäher gestaltet werden können. Wird eine zeitweilige Immunität durch Geburt übertragen, so bilden diejenigen neu geborenen Kinder, die eine passive Immunität aufweisen, eine separate Gruppe {\displaystyle M}, die zumindest zeitweilig von den anderen Gruppen abzugrenzen ist. Des Weiteren führt eine Infektion in der Regel erst nach einer gewissen Zeit – der Latenzzeit – dazu, dass die Infizierten infektiös, also ansteckend, werden. Kennt man die durchschnittliche Dauer der Latenzzeit, so kann man in das Modell eine weitere Gruppe {\displaystyle E} einführen, die zwischen die Empfänglichen und die Infektiösen tritt ({\displaystyle E} steht für englisch exposed). Dagegen erzeugt die Inkubationszeit – die Zeit zwischen einer Infektion und dem Ausbruch der Krankheit – keine separate Gruppe von Menschen, die modelltheoretisch berücksichtigt werden müsste. Erlöschen nach einer gewissen Zeit die Abwehrkräfte der Genesenen oder Geimpften, so bilden sie ebenfalls keine neue Gruppe, sondern werden den Empfänglichen zugerechnet. Die Entscheidung, welche Variablen in ein Modell aufgenommen werden, hängt von den Merkmalen der zu modellierenden Krankheit und dem Zweck des Modells ab. Die Variablen erfassen den Umfang der jeweiligen Bevölkerungsgruppe zahlenmäßig. Deshalb hängt die Modellierung auch von der Verfügbarkeit entsprechender Daten ab.

## Modellklassen
Epidemiologische Modelle lassen sich in stochastische und deterministische Modelle unterteilen. Wahrscheinlichkeiten spielen in beiden Modellklassen eine Rolle, wie das grundlegende „mass action principle“ belegt, das Hamer 1906 einführte. In moderner Interpretation besagt es, dass die Nettoausbreitungsrate der Infektion proportional zum Produkt aus der Dichte der empfänglichen Personen in der Bevölkerung und der Dichte der infektiösen Personen ist. Anwendung findet es sowohl in stochastischen als auch in deterministischen Modellen. Die Gültigkeit des Prinzips setzt eine solche soziale Mischung der verschiedenen (epidemiologisch relevanten) Bevölkerungsgruppen voraus, dass die Wahrscheinlichkeit, infiziert zu werden, für alle Empfänglichen die gleiche ist, und die Wahrscheinlichkeit, auf eine für das Virus empfängliche Person zu treffen, für alle Infizierte die gleiche ist (strenge Homogenitätshypothese).
Deterministische Modelle lassen sich dadurch charakterisieren, dass der zukünftige Zustand des epidemischen Prozesses bestimmt werden kann, wenn die anfänglichen Zahlen der Empfänglichen und der Infektiösen sowie die Ansteckungs-, die Genesungs-, die Geburten- und die Sterblichkeitsraten gegeben sind. Während man bei deterministischen Modellen davon ausgeht, dass die tatsächliche Zahl der neuen Fälle in einem kurzen Zeitintervall proportional zur Anzahl der empfänglichen und der infektiösen Personen sowie zur Länge des Intervalls ist, geht man bei stochastischen Modellen davon aus, dass die Wahrscheinlichkeit von neuen Fällen in einem kurzen Intervall proportional zu den gleichen Faktoren ist.

## Stochastischer Ansatz für das SIR-Modell
Die Epidemie werde durch {\displaystyle I_{0}} Infizierte ausgelöst, die kein Teil der Bevölkerung sind. Die Gesamtzahl der Bevölkerung wird als (annähernd) konstant angenommen und ist gleich {\displaystyle N}. Die Summe der für eine Infektion Empfänglichen {\displaystyle S}, der (sekundären) Infizierten {\displaystyle I} sowie der Genesenen (plus Verstorbene) {\displaystyle R} ist gleich der Bevölkerungszahl {\displaystyle N} plus {\displaystyle I_{0}}:
{\displaystyle S+I+R=N+I_{0}}
{\displaystyle p_{S,I}(t)} sei die Wahrscheinlichkeit dafür, dass zum Zeitpunkt {\displaystyle t} noch {\displaystyle S} empfängliche Personen nicht infiziert und bereits {\displaystyle I} Infektiöse im Umlauf sind. Die Wahrscheinlichkeit einer Neuinfektion während der Zeit {\displaystyle \Delta t} ist nach dem „mass action principle“ proportional zu {\displaystyle \beta SI\Delta t}, wobei die Transmissionsrate {\displaystyle \beta } ein Virus-spezifischer Proportionalitätsfaktor ist, der die zeitliche Häufigkeit bemisst, mit der Kontakte Sekundärinfektionen verursachen. Die Wahrscheinlichkeit, aus der Gruppe der {\displaystyle I} Infektiösen auszuscheiden, ist gleich {\displaystyle \gamma I\Delta t}, wobei {\displaystyle \gamma } wieder ein Proportionalitätsfaktor von der Dimension einer inversen Zeit ist. Die folgenden Argumente über die Beziehung zwischen benachbarten Wahrscheinlichkeitszuständen erläutern die grundlegende Gleichung:
{\displaystyle p_{S,I}(t+\Delta t)=\beta (S+1)(I-1)\Delta t\,p_{S+1,I-1}(t)+(1-\beta SI\Delta t)(1-\gamma I\Delta t)p_{S,I}(t)+\gamma (I+1)\Delta t\,p_{S,I+1}(t)}
Während der Zeitspanne {\displaystyle \Delta t} gelangt die Bevölkerung nur unter den folgenden drei Bedingungen in den Zustand {\displaystyle (S,I)}: (i) Es gibt {\displaystyle S+1} Empfängliche und {\displaystyle I-1} Infektiöse zum Zeitpunkt {\displaystyle t} die eine neue Infektion mit der Wahrscheinlichkeit {\displaystyle \beta (S+1)(I-1)\Delta t\,p_{S+1,I-1}(t)} auslösen; (ii) zum Zeitpunkt {\displaystyle t} gibt es bereits {\displaystyle S} Empfängliche und {\displaystyle I} Infektiöse; ein Zustand, der mit der Wahrscheinlichkeit {\displaystyle p_{S,I}(t)} auftritt und mit der (bedingten) Wahrscheinlichkeit {\displaystyle (1-\beta SI\Delta t)} zu keiner weiteren Infektion führt und außerdem während {\displaystyle \Delta t} erhalten bleibt, wenn zur gleichen Zeit mit der (bedingten) Wahrscheinlichkeit {\displaystyle (1-\gamma I\Delta t)} keine Genesung stattfindet; (iii) es gibt {\displaystyle S} Empfängliche und {\displaystyle I+1} Infektiöse, die in der Zeitspanne {\displaystyle \Delta t} die Genesung eines Infektiösen nach sich ziehen, und zwar mit der Wahrscheinlichkeit {\displaystyle \gamma (I+1)\Delta t\,p_{S,I+1}(t)}. Bei Vernachlässigung von Termen höherer Ordnung in {\displaystyle \Delta t} ergibt sich:
{\displaystyle p_{S,I}(t+\Delta t)=\beta (S+1)(I-1)\Delta t\,p_{S+1,I-1}(t)+(1-\beta SI\Delta t-\gamma I\Delta t)p_{S,I}(t)+\gamma (I+1)\Delta t\,p_{S,I+1}(t)}
Daraus folgt eine Differenzengleichung, die beim Grenzübergang {\displaystyle \Delta t\to 0} die folgende Differentialgleichung ergibt:
{\displaystyle {\frac {dp_{S,I}(t)}{dt}}=\beta (S+1)(I-1)p_{S+1,I-1}(t)-(\beta S+\gamma )Ip_{S,I}(t)+\gamma (I+1)p_{S,I+1}(t)}
Für {\displaystyle t=0} gilt {\displaystyle S=N}, und es folgt:
{\displaystyle {\frac {dp_{N,I_{0}}(t)}{dt}}=-I_{0}(\beta N+\gamma )p_{N,I_{0}}(t)},
weil {\displaystyle p_{N+1,I_{0}}(t=0)=0}, {\displaystyle p_{N,I_{0}}(t=0)=1} und {\displaystyle p_{N,I_{0}+1}(t=0)=0}.
Bailey verweist auf Lösungsmöglichkeiten der obigen Differentialgleichung mit Hilfe der erzeugenden Funktion der Wahrscheinlichkeiten oder mit einer Laplace-Transformation, beurteilt aber diese Lösungswege als extrem arbeitsaufwändig.

## Deterministische Modelle

### Statische Modelle
Bei diesem Modelltyp, der zu den deterministischen Modellen zählt, wird angenommen, dass die charakteristischen Variablen des SIR-Modells nur vom Alter der betroffenen Personen (in der Epidemiologie spricht man von „Wirten“, englisch hosts) abhängen, nicht aber von der Zeit. Somit spiegeln die entsprechenden Modelle den altersmäßigen Querschnitt der Bevölkerung zu einer bestimmten (explizit nicht ausgewiesenen) Zeit hinsichtlich der herrschenden epidemiologischen Struktur wider. Für jedes Alter {\displaystyle a} erfüllt diese Struktur folgende Gleichung:
{\displaystyle N(a)=S(a)+I(a)+R(a)}
Es wird in der Regel und näherungsweise angenommen, dass der Umfang der Bevölkerung {\textstyle N=\int N(a)da} konstant bleibt, Geburten und Todesfälle sich also ausgleichen (Steady-State-Bedingung).
Auf dieser demographischen Grundlage wird die epidemiologisch relevante Struktur durch folgendes Differentialgleichungssystem beschrieben:
{\displaystyle {\frac {dS}{da}}=-\left[\lambda +\mu (a)\right]S(a)}
{\displaystyle {\frac {dI}{da}}=\lambda S(a)-\left[\upsilon +\mu (a)\right]I(a)}
{\displaystyle {\frac {dR}{da}}=\upsilon I(a)-\mu (a)R(a)}
Dabei spielen folgende, bislang noch nicht erwähnte Parameter eine Rolle:
{\displaystyle \mu (a)} ist die vom Alter abhängige Sterberate. {\displaystyle \lambda } ist die durchschnittliche Pro-Kopf-Rate, infiziert zu werden. Anderson und May nennen diesen Parameter „force of infection“ und unterscheiden ihn von dem „transmission parameter“ {\displaystyle \beta }, der vor allem von der Art Krankheit abhängt. Im Falle des statischen Modells gilt:
{\displaystyle \lambda =\beta I}
wobei {\displaystyle I} die Gesamtzahl der Infektiösen ist. Setzt man diese Gleichung in die zweite Differentialgleichung ein, so erkennt man Hamers Prinzip wieder.
{\displaystyle \upsilon } ist die Übergangsintensität der Infektiösen in die Gruppe der Genesenen. Entscheidend dabei ist die durchschnittliche Dauer der Infektiosität {\displaystyle D}, so dass
{\displaystyle \upsilon ={\frac {1}{D}}}
gilt.
Addition der drei Differentialgleichungen liefert eine neue, deren Lösung über Trennung der Variablen den altersabhängigen Umfang der Bevölkerung als
{\displaystyle N(a)=N(0)l(a)}
mit der altersabhängigen Überlebenswahrscheinlichkeit
{\displaystyle l(a)=\exp \left(-\int _{0}^{a}\mu (s)\,\mathrm {d} s\right)}
ergibt, wobei {\displaystyle N(0)} die Zahl der Geburten ist.
Wie man leicht nachrechnet, hat das Differentialgleichungssystem folgende Lösungen:
{\displaystyle S(a)=N(0)l(a)e^{-\lambda a}}
{\displaystyle I(a)=\lambda N(0)l(a)(e^{-\upsilon a}-e^{-\lambda a})/(\lambda -\upsilon )}
{\displaystyle R(a)=N(0)l(a)[1-(\lambda e^{-\upsilon a}-\upsilon e^{-\lambda a})/(\lambda -\upsilon )]}
Die Lösungsfunktionen erlauben unter vorgegebenen demographischen Szenarien eine Abschätzung der Basisreproduktionsrate {\displaystyle R_{0}} und des durchschnittlichen Infektionsalters {\displaystyle A}, die beide zur Bestimmung eines effektiven Einsatzes der gegen die Krankheit gerichteten gesundheitspolitischen Maßnahmen benötigt werden. Die entsprechenden Formeln hängen von den Annahmen (beispielsweise über die Sterblichkeitsrate) ab. Ein gravierender Nachteil der statischen Modelle besteht darin, dass die darin auftretenden Parameter als konstant angesehen werden, was in Wirklichkeit nur selten der Fall ist.

### Mortalität
Zur Beschreibung der Überlebenschancen eines durchschnittlichen Mitglieds der Bevölkerung gibt es zwei Standardannahmen: Bei der Typ-I-Sterblichkeit wird angenommen, dass die Sterblichkeitsrate {\displaystyle \mu (a)} bis zur durchschnittlichen Lebenserwartung {\displaystyle L} gleich null ist und dann abrupt auf Unendlich steigt. Die Typ-II-Sterblichkeit dagegen unterstellt, dass die Sterblichkeitsrate während des ganzen Lebens eines durchschnittlichen Wirts konstant und gleich dem Kehrwert der durchschnittlichen Lebenserwartung ist: {\displaystyle \mu (a)={\text{konst}}=1/L}.
Die empirisch beobachtete Sterblichkeit liegt zwischen beiden Extremen, wobei nach Anderson und May entwickelte Länder eine Sterblichkeit zeigen, die näher am Typ I als am Typ II liegt, während die Überlebenskurve in den Entwicklungsländern auf „halben Wege“ zwischen Typ I und II zu liegen kommt. Ein Anwendungsbeispiel der beiden Mortalitätsmodelle stellt die Berechnung der Basisreproduktionszahl dar, das ist die Reproduktionszahl, die sich bei einem Gleichgewichtszustand von Neuinfektionen und Genesungen einstellt. Allgemein gilt in diesem Zustand, der durch {\displaystyle \Delta R=\Delta I} definiert ist, die folgende Beziehung:
{\displaystyle R_{0}=1/s^{*}}
Dabei ist {\displaystyle s^{*}} der oben definierte Anteil der Empfänglichen an der Gesamtbevölkerung im Gleichgewichtszustand {\displaystyle R_{\text{eff}}=1}. Per definitionem gilt:
{\displaystyle s^{*}=S^{*}/N^{*}}
Für den Typ-I-Mortalitätstyp ergibt sich aus der Formel zur Überlebenswahrscheinlichkeit:
{\displaystyle l(a)=1\quad {\text{für}}\quad a\leq L}
{\displaystyle l(a)=0\quad {\text{für}}\quad a>L}
und dementsprechend
{\displaystyle N(a)=N(0)\quad {\text{für}}\quad a\leq L}
{\displaystyle N(a)=0\quad {\text{für}}\quad a>L}
Der Umfang der Bevölkerung ist im Rahmen dieses Mortalitätsmodells konstant und bleibt es auch im Gleichgewichtszustand:
{\displaystyle N^{*}=N(0)L}
Die Zahl der Empfänglichen erhält man im Gleichgewichtszustand, indem man die Lösungsfunktion für {\displaystyle S} über alle Altersgruppen integriert, nachdem die spezifizierte Funktion der Überlebenswahrscheinlichkeit eingesetzt worden ist:
{\displaystyle S^{*}=\int \limits _{0}^{\infty }S(a)\,da=N(0)\int \limits _{0}^{\infty }l(a)e^{-\lambda a}\,da=N(0)(1-e^{-\lambda L})/\lambda }
Einsetzen in die obige Formel für die Basisreproduktionszahl ergibt:
{\displaystyle R_{0}={\frac {\lambda L}{1-e^{-\lambda L}}}\approx \lambda L}
Die Näherung gilt für {\displaystyle \lambda L\gg 1}.
Bei Anwendung der Typ-II-Mortalität ist die Überlebenswahrscheinlichkeit
{\displaystyle l(a)=\exp(-\mu a)}.
Für den Umfang der Bevölkerung ergibt sich:
{\displaystyle N^{*}=N(0)/\mu }
Die Zahl der Empfänglichen ist im Gleichgewichtszustand:
{\displaystyle S^{*}=\int \limits _{0}^{\infty }S(a)\,da=N(0)\int \limits _{0}^{\infty }e^{-\lambda a-\mu a}\,da=N(0)/(\lambda +\mu )}
Bei Anwendung der allgemeinen Definition für die Basisreproduktionszahl folgt daraus:
{\displaystyle R_{0}=1+\lambda /\mu =1+\lambda L}
Die Unterscheidung zwischen den beiden Mortalitätsmodellen führt also zu ähnlichen, aber nicht identischen Methoden zur Bestimmung der Basisreproduktionszahl. Außerdem ist sie für die Charakteristik dynamischer Modelle grundlegend.

### Transmissionsparameter BETA
Während der Parameter {\displaystyle \lambda } („force of infection“) vor allem von der epidemischen Lage in der Bevölkerung abhängt, soll der Parameter {\displaystyle \beta } („transmission parameter“ oder „coefficient of transmission“) die für den jeweiligen Virus spezifische Ansteckungsgefahr ausdrücken. Im einfachsten Fall kann dieser Parameter für alle Alterskohorten als konstant angenommen werden, so dass gilt:
{\displaystyle \lambda =\beta \int _{0}^{\infty }I(a)da}
Das Integral über die Funktion
{\displaystyle I(a)=\lambda N(0)l(a)(e^{-\upsilon a}-e^{-\lambda a})/(\lambda -\upsilon )}
auf der Grundlage der Typ-II-Sterblichkeit ist gleich
{\displaystyle I={\frac {\lambda \mu N}{(\mu +\upsilon )(\mu +\lambda )}}}.
Und somit ist
{\displaystyle \lambda =\beta I}.
Die letzten beiden Gleichungen führen zu:
{\displaystyle (\mu +\upsilon )(\mu +\lambda )=\beta \mu N},
woraus eine Formel folgt, mit deren Hilfe die Basisreproduktionszahl – wohlgemerkt unter der Bedingung der Typ-II-Sterblichkeit – präzisiert werden kann:
{\displaystyle \lambda =\mu \left({\frac {\beta N}{\mu +\upsilon }}-1\right)}
Demnach gilt:
{\displaystyle R_{0}=1+(\lambda /\mu )=1+{\frac {\beta N}{\mu +\upsilon }}-1=\beta N/(\mu +\upsilon )}.

### Dynamische Modelle
Dieser deterministische Modelltyp umfasst eine ganze Klasse von Modellen, die unter verschiedenen Annahmen darstellen, wie sich die Zahlen der Empfänglichen, Infektiösen und Genesenen im Laufe der Zeit verändern. Im Basismodell wird vom Alter der Wirte abstrahiert, indem ein Durchschnitt unterstellt wird. In den etwas mehr entwickelten dynamischen Modellen werden die Wirte nach Altersgruppen geordnet. So können altersspezifische Verläufe der Epidemie dargestellt werden. Präzisierungen der Gruppenstruktur – beispielsweise durch Hinzufügen der Gruppe der latenten Wirte – führen zu komplexen dynamischen Modellen, die sich dem realen Geschehen annähern. Allerdings werden auch in diesen Modellen in der Regel einige strukturelle Parameter konstant gesetzt, um überhaupt eine mathematische Lösung zu erhalten. Das betrifft auch das folgende Basismodell, das auf der Typ-II-Mortalität basiert und damit eine konstante Sterblichkeitsrate unterstellt.
Das dynamische Basismodell wird durch das folgende Differentialgleichungssystem definiert:
{\displaystyle {\frac {dS}{dt}}=\mu N-\left[\lambda (t)+\mu \right]S(t)}
{\displaystyle {\frac {dI}{dt}}=\lambda S-\left[\upsilon +\mu \right]I(t)}
{\displaystyle {\frac {dR}{dt}}=\upsilon I(t)-\mu R(t)}
In der Literatur werden verschiedene Lösungsmöglichkeiten vorgeschlagen, von denen hier einige skizziert werden sollen.

#### Lösungsvarianten des Basismodells
Die Modelldarstellungen der einschlägigen Literatur unterscheiden sich u. a. dadurch, dass für die Variablen und die Parameter eines Modells zum Teil voneinander abweichende Symboliken verwendet werden. Wenn hier Lösungsvarianten des obigen Gleichungssystems dargestellt werden, dann sind damit mathematisch verschiedene Lösungswege gemeint. Mit anderen Worten: Bloße Unterschiede in der Symbolik werden nicht als verschiedene Lösungsvarianten angesehen. Die oben eingeführte Symbolik für die Variablen wird im Folgenden beibehalten; insbesondere stellen Kleinbuchstaben Anteile an der Gesamtbevölkerung dar, Großbuchstaben dagegen die absoluten Zahlen. Auf unterschiedliche Symbole für die Parameter bei unterschiedlichen Quellen wird explizit hingewiesen.

#### Bailey’s Lösung: ein Existenzbeweis
Bailey löst das oben formulierte Differentialgleichungssystem, indem er die Mortalitätsrate auf null setzt. Ein solcher Ansatz ist für ein zeitlich kurzes Geschehen geeignet, wenn man mit einer näherungsweisen Darstellung zufrieden ist. Die Bevölkerungszahl {\displaystyle N} wird konstant gesetzt. Der Parameter {\displaystyle \lambda }, der im obigen Gleichungssystem als Kontaktrate („force of infection“) bezeichnet wurde, wird von Bailey aufgespalten in einen krankheitsspezifischen Faktor {\displaystyle \beta } („infection rate“) und die Zahl der Infektiösen als zweiten determinierenden Faktor:
{\displaystyle \lambda =\beta I}
Deshalb sieht das Gleichungssystem für das SIR-Modell bei Bailey so aus:
{\displaystyle {\frac {dS}{dt}}=-\beta SI}
{\displaystyle {\frac {dI}{dt}}=\beta SI-\gamma I}
{\displaystyle {\frac {dR}{dt}}=\gamma I}
Der Term {\displaystyle \beta SI} stellt die Zahl der Neuinfektionen pro Zeiteinheit dar, die empirisch beobachtet werden kann. Das Produkt {\displaystyle SI} repräsentiert Hamers „mass action principle“. Man erkennt, warum Bailey keinen Proportionalitätsfaktor wie die „force of infection“ {\displaystyle \lambda } verwendet: Um jenes Prinzip im Gleichungssystem zu verankern. Das impliziert außerdem die Homogenitätshypothese. Der Parameter {\displaystyle \gamma } stellt die Übergangsintensität von der Gruppe der Infektiösen in die der Genesenen dar, von Bailey als „removal rate“ bezeichnet und im obigen Differentialgleichungssystem, das von Anderson und May stammt, mit dem Symbol {\displaystyle \upsilon } belegt.
Durch geschicktes Umformen der ersten und der letzten Gleichung erhält Bailey für die Zahl der Empfänglichen in Abhängigkeit von der Zahl der Genesenen die Beziehung:
{\displaystyle S=S_{0}\exp {(-R/\rho )}},
wobei {\displaystyle \rho =\gamma /\beta } eine weitere definitorische Vereinfachung sein soll, die als „relative removal rate“ bezeichnet wird. Variablen mit dem Index 0 stellen den Wert der Variablen zum Anfangszeitpunkt dar. Die explizite Lösung für die Genesenen reduziert sich nun auf die Differentialgleichung:
{\displaystyle {\frac {dR}{dt}}=\gamma (N-R-S)=\gamma [N-R-S_{0}\exp {(-R/\rho )}]}
Bailey löst sie, indem er die Exponentialfunktion in eine Reihe entwickelt und dabei nur die ersten drei Glieder berücksichtigt. Das Resultat, aus dem sich dann sofort auch die Lösungsfunktionen für die anderen beiden Variablen ergeben, lautet:
{\displaystyle R(t)={\frac {\rho ^{2}}{S_{0}}}\left\lbrace {\frac {S_{0}}{\rho }}-1+\alpha \tanh {\left({\frac {1}{2}}\alpha \gamma t-\Phi \right)}\right\rbrace }
mit
{\displaystyle \alpha =\left\lbrace \left({\frac {S_{0}}{\rho }}-1\right)^{2}+{\frac {2S_{0}I_{0}}{\rho ^{2}}}\right\rbrace ^{1/2}}
und
{\displaystyle \Phi =\tanh ^{-1}\left\lbrace {\frac {1}{\alpha }}\left({\frac {S_{0}}{\rho }}-1\right)\right\rbrace }.
Eine Lösung ist also näherungsweise möglich. Es handelt sich um eine an die spezielle Situation angepasste Hyperbelfunktion.
Die Näherungslösung stößt auf Grenzen, sobald die natürliche und durch die Krankheit verursachte Sterblichkeit ins Gewicht fällt; dann wird die Annahme, dass die Bevölkerungszahl konstant gesetzt werden kann, verletzt. Es war deshalb naheliegend, dass Bailey in einem weiteren Lösungsversuch die Konstanz der Bevölkerungszahl dadurch sichert, dass die Zahl der Empfänglichen kontinuierlich durch Neugeborene in dem Maße wieder „aufgefüllt“ wird, in dem die Bevölkerung durch die Sterblichkeitsrate reduziert wird. Dadurch wird die erste Gleichung im Differentialgleichungssystem wie folgt präzisiert:
{\displaystyle {\frac {dS}{dt}}=\mu N-\beta SI}
(Im Original fehlt das N.) Eine allgemeine Lösung scheint nun völlig außer Reichweite zu liegen. Um trotzdem voranzukommen, untersucht Bailey, wie sich das System im Gleichgewichtszustand verhält, wenn es – wie angenommen – durch Geburten „am Leben“ erhalten wird. Das Resultat besteht in sinusförmigen Schwingungen um den Gleichgewichtszustand. Diese spezielle Lösung wird ausführlicher bei Anderson und May dargestellt.

#### Lösungsvarianten bei Anderson und May
Einen völlig anderen Weg gehen Anderson und May, indem sie sich zunächst auf die zweite Gleichung im Differentialgleichungssystem konzentrieren. Dem „mass action principle“ entsprechend wird die Kontaktrate {\displaystyle \lambda } („force of infection“) in einen konstanten (krankheitsspezifischen) Faktor {\displaystyle \beta } (hier als „transmission parameter“ bezeichnet) und die Zahl der Infektiösen aufgespalten:
{\displaystyle \lambda (t)=\beta I(t)=\beta Ni(t)}
Multipliziert man die zweite Gleichung des obigen Differentialgleichungssystems mit {\displaystyle \beta } so erhält man:
{\displaystyle {\frac {d\lambda }{dt}}=\lambda (t)\beta Ns(t)-\left(\upsilon +\mu \right)\lambda (t)}
Dabei wird vorausgesetzt, dass {\displaystyle N={\text{konst.}}} ist, so dass beispielsweise {\displaystyle S(t)=Ns(t)} gilt. Die Gleichung wird mit Hilfe der Formel
{\displaystyle R_{0}=\beta N/(\upsilon +\mu )},
die der oben abgeleiteten Basisreproduktionszahl unter der Bedingung der Typ-II-Sterblichkeit entspricht, umgeformt:
{\displaystyle {\frac {d\lambda }{dt}}=\lambda (t)R_{0}s(t)(\upsilon +\mu )-(\upsilon +\mu )\lambda (t)=(\upsilon +\mu )\lambda (t)\left[R_{0}s(t)-1\right]}
Bei einer konstanten Bevölkerungszahl ergibt sich die Zahl der Genesenen aus der Zahl der Infektiösen und der Zahl der Empfänglichen. Das Gleichungssystem reduziert sich damit auf zwei Differentialgleichungen, die soeben abgeleitete und die durch {\displaystyle N} geteilte erste Gleichung:
{\displaystyle {\frac {ds}{dt}}=\mu -\left[\mu +\lambda (t)\right]s(t)}
{\displaystyle {\frac {d\lambda }{dt}}=(\upsilon +\mu )\lambda (t)\left[R_{0}s(t)-1\right]}
Anderson und May lösen dieses System zunächst für {\displaystyle \mu =0}.

##### Lösung bei Vernachlässigung der Sterblichkeit
Wie man leicht nachrechnet, gilt unter der Bedingung {\displaystyle \mu =0} die folgende Formel:
{\displaystyle s(t)=\exp \left\lbrace -\int _{0}^{t}\lambda (u)du\right\rbrace }.
Die zweite Gleichung wird durch die erste geteilt:
{\displaystyle {\frac {d\lambda }{ds}}=-{\frac {\upsilon (R_{0}s-1)}{s(t)}}}
Mit Hilfe einiger Umformungen und bei Verwendung der Formeln für die Basisreproduktionszahl und für die Aufspaltung von {\displaystyle \lambda } folgt daraus die stark vereinfachte Differentialgleichung
{\displaystyle {\frac {di}{ds}}={\frac {1}{R_{0}s(t)}}-1},
deren Lösung formal
{\displaystyle i(t)=1-s(t)+{\frac {\ln {s(t)}}{R_{0}}}}
lautet.
Der Anteil der Infektiösen steigt demnach in erster Näherung linear in dem Maße an, wie der Anteil der Empfänglichen fällt, in zweiter Näherung wird dieser Zusammenhang korrigiert durch den dritten Term in der Gleichung, der vor allem die Tatsache berücksichtigt, dass die Genesenen aus dem aktiven Infektionsgeschehen ausscheiden und damit den Anteil der Infektiösen verringern (der Logarithmus einer Zahl kleiner als 1 ist negativ).
Die letzte Formel kann benutzt werden, um das Maximum der Infektiösen zu bestimmen. Das Maximum liegt im Gleichgewichtszustand von Neuinfektionen und Genesungen vor, in dem {\displaystyle R_{0}=1/s^{*}} gilt:
{\displaystyle i_{\text{max}}=1-{\frac {1}{R_{0}}}+{\frac {-\ln {R_{0}}}{R_{0}}}=1-{\frac {1+\ln {R_{0}}}{R_{0}}}}
Ist {\displaystyle R_{0}=3} so wäre {\displaystyle i_{\text{max}}\approx 0{,}3} Dieser extrem hohe Wert würde sich einstellen, wenn weit über 90 Prozent der Bevölkerung infiziert worden wären.

##### Lösung bei Vernachlässigung der Sterblichkeit und bei kurzer Dauer der Infektiosität
Eine weitere Lösungsvariante erhält man durch eine zusätzliche Vereinfachung. Am Anfang einer Epidemie ist {\displaystyle s\approx 1} und in der Regel {\displaystyle \upsilon \gg \mu } (die Dauer der Infektiosität
{\displaystyle D=1/\upsilon } ist klein gegenüber der Lebenserwartung {\displaystyle L=1/\mu }). Unter der letzten Bedingung ist die Vernachlässigung von {\displaystyle \mu } gerechtfertigt. In der nun stark vereinfachten Differentialgleichung
{\displaystyle {\frac {d\lambda }{dt}}=\upsilon \left(R_{0}-1\right)\lambda (t)}
kann ein Teil der Formel als konstanter Wachstumskoeffizient interpretiert werden:
{\displaystyle \Lambda =\upsilon \left(R_{0}-1\right)}
Die folgende Lösung zeigt, dass die „force of infection“ mit der Wachstumsrate {\displaystyle \Lambda } exponentiell wächst:
{\displaystyle \lambda (t)=\lambda (0)\exp {(\Lambda t)}}.
Beachtet man den Zusammenhang {\displaystyle \lambda (t)=\beta I(t)}, so folgt daraus das exponentielle Wachstum der Gruppe der Infektiösen am Anfang einer Epidemie (nicht zu verwechseln mit der Zahl der Infektionen {\displaystyle \Delta I}).

##### Lösungsvariante Gleichgewicht
Wird ein Gleichgewicht zwischen Neuinfektionen und Genesungen erreicht, so ist die effektive Reproduktionszahl gleich 1. Da
{\displaystyle R_{\text{eff}}=sR_{0}}
ist der Gleichgewichtszustand durch
{\displaystyle s^{*}=1/{R_{0}}}
charakterisiert. Eingesetzt in die erste Differentialgleichung ergibt
{\displaystyle {\frac {ds}{dt}}=0=\mu -\left[\mu +\lambda (t)\right]s(t)}
woraus
{\displaystyle \mu =\mu s^{*}+\lambda ^{*}s^{*}={\frac {\mu +\lambda ^{*}}{R_{0}}}}
folgt und schließlich:
{\displaystyle \lambda ^{*}=\mu (R_{0}-1)}
Mit der Definition {\displaystyle \lambda (t)=\beta I(t)} ergibt sich:
{\displaystyle \beta I^{*}=\mu (R_{0}-1)}
Nach Teilen durch N erhält man schließlich:
{\displaystyle i^{*}={\frac {\mu }{\beta N}}(R_{0}-1)}
Da {\displaystyle R_{0}\equiv \beta N/(\upsilon +\mu )}, lässt sich der Anteil der Infektiösen an der Gesamtbevölkerung auf die grundlegenden Parameter zurückführen:
{\displaystyle i^{*}={\frac {\upsilon }{\upsilon +\mu }}(1-1/R_{0})}
Einfache Umformungen liefern schließlich den Gleichgewichtszustand für den Anteil der Genesenen:
{\displaystyle r^{*}={\frac {\upsilon }{\upsilon +\mu }}(1-1/R_{0})}

##### Lösungsvariante Schwingungen im Gleichgewicht
Die drei Lösungen für den Gleichgewichtszustand sind die Grundlage für den Nachweis der Existenz von Schwingungen. Dazu werden folgende Ansätze in das Differentialgleichungssystem eingesetzt:
{\displaystyle s(t)=s^{*}+\zeta (t)=1/R_{0}+\zeta (t)}
{\displaystyle \lambda (t)=\lambda ^{*}+\xi (t)=\mu (R_{0}-1)+\xi (t)}
Es resultiert ein neues Differentialgleichungssystem für die Funktionen {\displaystyle \zeta (t)} und {\displaystyle \xi (t)}, die (näherungsweise) die Abweichungen vom Gleichgewichtszustand darstellen. Als Lösungsansatz dient wieder eine Exponentialfunktion mit einer noch unbekannten Abhängigkeit {\displaystyle \Lambda (t)} von der Zeit. Einsetzen und Umformen führt auf die quadratische Gleichung:
{\displaystyle \Lambda ^{2}+\mu R_{0}\Lambda +\upsilon \mu (R_{0}-1)=0}
Die Lösung dieser Gleichung drücken die Autoren mit Hilfe des Durchschnittsalters {\displaystyle A} bei einer Infektion und mit Hilfe der Dauer der Infektiosität {\displaystyle D} aus:
{\displaystyle A={\frac {1}{\mu (R_{0}-1)}}\approx {\frac {1}{\mu R_{0}}}}
{\displaystyle D=1/\upsilon }
so dass die quadratische Gleichung vereinfacht werden kann:
{\displaystyle \Lambda ^{2}+{\frac {\Lambda }{A}}+{\frac {1}{AD}}=0}
Wie man leicht sieht, ergibt sich daraus die folgende näherungsweise Lösung:
{\displaystyle \Lambda \approx -{\frac {1}{2A}}\pm {\sqrt {-{\frac {1}{AD}}}}}
Für die Abweichungen vom Gleichgewichtszustand gilt dann:
{\displaystyle \zeta (t)=\exp {\left(-{\frac {1}{AD}}t\right)}\left[\cos {\sqrt {{\frac {1}{AD}}t}}\pm i\sin {\sqrt {{\frac {1}{AD}}t}}\,\right]}
Das heißt, es finden um den Gleichgewichtszustand sinusförmige (gedämpfte) Schwingungen statt.

## Stochastische Modelle
Ein einfaches stochastisches Epidemiemodell ist das Reed-Frost-Modell, ein SIR-Modell mit diskreter Zeit. Es wird eine konstante Latenzzeit angenommen und eine infektiöse Periode, die auf einen Zeitpunkt reduziert ist. Als Zeiteinheit wird die Latenzzeit gewählt. Ferner wird angenommen, dass eine infektiöse Person eine beliebige suszeptible Person mit der Wahrscheinlichkeit p (0 < p < 1) infiziert. Der Zeitpunkt, in dem {\displaystyle I_{t}}, die Zahl der Infektiösen, zum ersten Mal gleich 0 ist, ist eine Stoppzeit T im Sinne der Theorie der Martingale. Mit dieser Theorie kann die Verteilung von {\displaystyle S_{T}} bestimmt werden ({\displaystyle S_{T}=} Zahl der Suszeptiblen zur Zeit T).

## Komplexe Modelle (Übersicht)
Das SIR-Modell ist das Basismodell der mathematischen Modellierung einer Epidemie. Im Interesse einer größeren Nähe zu den realen Prozessen kann es in verschiedene Richtungen modifiziert werden. Die Modifikationen haben Auswirkungen auf die Berechnung der Basisreproduktionszahl {\displaystyle R_{0}} und auf die Berechnung des Durchschnittsalters {\displaystyle A}, zu dem die potenziellen Wirte infiziert werden. Das Durchschnittsalter ist von praktischer Bedeutung, denn es dient dazu, den günstigsten Zeitpunkt für eine Impfkampagne zu bestimmen. Die Basisreproduktionszahl dient der Bestimmung der Herdenimmunität. Eine theoretische Bedeutung der modifizierten Modelle ergibt sich daraus, dass wichtige Lösungen des Differentialgleichungssystems mit Hilfe der eben erwähnten Parameter dargestellt werden, die aber bei der Anwendung auf empirische Sachverhalte präzisiert werden müssen. Im Folgenden werden die wichtigsten Präzisierungen skizziert, die der Annäherung des mathematischen Modells an die empirisch vermittelte Realität dienen.

### Epidemiologisch relevante Gruppierungen

#### Angeborene Immunität
Eine Erweiterungsmöglichkeit des Basismodells besteht darin, weitere Gruppen von potenziellen Wirten einzuführen, die sich epidemiologisch abgrenzen lassen. Infrage kommt beispielsweise die Gruppe {\displaystyle M}, das sind die Neugeborenen, die für eine gewisse Zeit (einige Monate) von ihrer Mutter eine Immunität mitbekommen haben. Das Symbol {\displaystyle M} kann in der Literatur zugleich zur Bezeichnung der durchschnittlichen Dauer der Immunität dienen, was leicht zu Verwechslungen führen kann, wenn wie hier {\displaystyle M} für den Umfang der entsprechenden Gruppe steht. Das Modell für das Nachlassen des „ererbten“ Schutzes vor einer Ansteckung folgt dem gleichen mathematischen Ansatz, der auch für andere Zerfallsprozesse angenommen wird:
{\displaystyle M(a)=N(0)\exp {(-da)}}
wobei {\displaystyle d} der Kehrwert der durchschnittlichen Dauer dieser ererbten, zeitweiligen Immunität und {\displaystyle a} das Alter der so Geschützten bezeichnet. {\displaystyle N(0)} ist gleich der (Netto-)Geburtenrate {\displaystyle B}. Die obige Gleichung ist zugleich Lösung einer entsprechenden Differentialgleichung, die dem Gleichungssystem vorangestellt wird.

#### Latenz
Führt eine Infektion erst nach einer gewissen Zeit – der Latenzzeit – dazu, dass die Infizierten infektiös, also ansteckend, sind, so erhöht sich die Zahl der zu lösenden Differentialgleichungen um eine weitere Gleichung für die Gruppe der zwar infizierten, aber noch nicht infektiösen Wirte {\displaystyle E} (englisch exposed). Das vollständige Gleichungssystem für das SEIR-Modell lautet:
{\displaystyle {\frac {\partial {S(a,t)}}{\partial {t}}}+{\frac {\partial {S(a,t)}}{\partial {a}}}=-\left[\lambda (t)+\mu (a)\right]S}
{\displaystyle {\frac {\partial {E(a,t)}}{\partial {t}}}+{\frac {\partial {E(a,t)}}{\partial {a}}}=\lambda S-\left[\sigma +\mu (a)\right]E}
{\displaystyle {\frac {\partial {I(a,t)}}{\partial {t}}}+{\frac {\partial {I(a,t)}}{\partial {a}}}=\sigma E-\left[\upsilon +\mu (a)\right]I}
{\displaystyle {\frac {\partial {R(a,t)}}{\partial {a}}}+{\frac {\partial {R(a,t)}}{\partial {a}}}=\upsilon I-\mu (a)R}
{\displaystyle {\frac {\partial {N(a,t)}}{\partial {a}}}+{\frac {\partial {N(a,t)}}{\partial {a}}}=-\mu (a)N}
Dieses System ist (nebenbei bemerkt) ein Beispiel dafür, wie man die Gruppe der Genesenen von den Verstorbenen separiert.
Aus diesem System können wieder verschiedene Teilsysteme abgeleitet werden, die Lösungsvarianten für unterschiedliche Situationen darstellen. Ein Beispiel ist das erweiterte statische Modell, das man erhält, wenn die Ableitung nach der Zeit null gesetzt wird. Das erweiterte dynamische Modell setzt eine Integration über alle Jahrgänge {\displaystyle a} voraus. Die erweiterten Modelle erzeugen keine grundsätzlich neuen, sondern leicht modifizierte Lösungen und Parameterformeln. Die Basisreproduktionszahl lautet bei Existenz einer Latenzzeit beispielsweise so:
{\displaystyle R_{0}={\frac {\beta N}{\upsilon +\mu }}\left({\frac {\sigma }{\sigma +\mu }}\right)}
(Gedämpfte) sinusförmige Schwingungen erhält man bei Existenz einer Latenz als Lösung nicht einer quadratischen Gleichung, sondern einer Bestimmungleichung in der dritten Potenz. Sowohl Amplitude als auch Schwingungsfrequenz ändern sich durch die Modifikation ebenfalls ein wenig.

### Demografische Gruppierungen
Im Allgemeinen besteht eine Abhängigkeit der grundlegenden Parameter vom Alter der betroffenen Wirte. Die Transmission von Viren zwischen Minderjährigen ist in der Regel intensiver als zwischen Rentnern, es sei denn, letztere leben im Altersheim. Bei einem perfekten Wissen über die demografischen und epidemischen Daten einer Bevölkerung ließe sich die Transmission zwischen Infizierten und Empfänglichen mathematisch wie folgt darstellen:
{\displaystyle \lambda (a,t)=\int {\beta (a,a')I(a',t)da'}}
Statistisch werden jedoch stets nur endlich viele Altersgruppen datenmäßig erfasst.
Angenommen, es gibt 3 Gruppen, die demografisch erfasst worden sind und die Bevölkerung vollständig abbilden. Dann definiert man einen 3-zeiligen Spaltenvektor
{\displaystyle {\vec {I(t)}}=\left(I_{1}(t),I_{2}(t),I_{3}(t)\right)}
der die Anzahl der Infizierten in den drei Gruppen erfasst. (In der hier verwendeten Notation von Gantmacher werden Spaltenvektoren in runden und Zeilenvektoren in eckigen Klammern dargestellt.) Analog wird der Spaltenvektor für die „force of infection“ definiert: {\displaystyle {\vec {\lambda }}(t)}. Die Transmissionsrate ist jetzt eine (3,3)-Matrix:
{\displaystyle {\boldsymbol {\beta }}={\begin{vmatrix}\beta _{11}&\beta _{12}&\beta _{13}\\\beta _{21}&\beta _{22}&\beta _{23}\\\beta _{31}&\beta _{32}&\beta _{33}\end{vmatrix}}}
wobei {\displaystyle \beta _{ik}} ein Maß dafür ist, wie stark die Altersgruppe {\displaystyle i} von der Altersgruppe {\displaystyle k} infiziert wird. Im Englischen wird diese Matrix abkürzend als „WAIFW matrix“ bezeichnet: „who acquires infection from whom“. Es besteht der Zusammenhang:
{\displaystyle {\vec {\lambda (t)}}={\boldsymbol {\beta }}{\vec {I(t)}}}
Da die Infektionslage durch die Gesundheitsämter selten so exakt bestimmt werden kann, greift man auf vereinfachende Annahmen zurück, wie etwa die Annahme, dass die von den Infektiösen einer Altersgruppe ausgehende Transmission für alle Empfänglichen gleich intensiv ist – das würde die Zahl der unterschiedlichen Parameter von 9 auf 3 senken.

### Impfkampagnen
Eine erfolgreiche Impfkampagne führt auf direktem Weg dazu, dass ein Teil der Bevölkerung immunisiert wird, ohne den von den Modellen beschriebenen Prozess zu durchlaufen. Der indirekte Weg besteht darin, dass die Zahl der Empfänglichen sowohl absolut als auch relativ gesenkt wird. Dem „mass action principle“ entsprechend wird damit auch die Wahrscheinlichkeit einer Infektion für alle geringer. Eine indirekte Wirkung auf die Nicht-Geimpften besteht außerdem darin, dass die Intensität der Transmission, die durch {\displaystyle \lambda } gemessen wird, durch die geringer werdende Zahl von Infektionen gesenkt wird.
Ist die Zahl der Genesenen im Vergleich zu den Geimpften gering, so gilt folgende Abschätzung für die Basisreproduktionszahl: Sei {\displaystyle p} der Anteil der erfolgreich immunisierten Personen an der Bevölkerung; dann ist der Anteil der Empfänglichen höchstens {\displaystyle s=1-p} (bei Berücksichtigung der Genesenen wäre er noch etwas geringer). Der Definition der effektiven Reproduktionszahl entsprechend gilt folglich:
{\displaystyle R_{\text{eff}}\leq R_{0}(1-p)}
Wenn die rechte Seite kleiner als oder gleich 1 ist, trocknet die Epidemie aus, da die Gruppe der Infektiösen schrumpft. Die kritische Schwellenproportion für die Ausrottung der betreffenden Seuche ist deshalb in erster Näherung:
{\displaystyle p_{c}=1-(1/R_{0})}
Erfolgt die Impfung bereits im ersten Lebensjahr der potenziellen Wirte und wird über viele Jahre kontinuierlich durchgeführt, so ändert sich die Lösungsfunktion für die Gruppe der Empfänglichen auf folgende Weise:
{\displaystyle S(a)=(1-p)N(0)l(a)\exp {(-\lambda 'a)}}
Neben dem neuen Faktor {\displaystyle (1-p)} auf der rechten Seite der Gleichung ist bemerkenswert, dass die „force of infection“ jetzt kleiner ist als ohne Impfung: {\displaystyle \lambda '<\lambda }. Der exakte Wert hängt wieder vom Mortalitätsmodell ab. Im Fall der Typ-II-Sterblichkeit (konstantes {\displaystyle \mu } über alle Jahrgänge) gilt:
{\displaystyle \lambda '=\mu R_{0}(p_{c}-p)}
das heißt, die Transmission geht bis auf null zurück, wenn sich die Impfquote {\displaystyle p} dem kritischen Wert {\displaystyle p'} nähert.

### Empirie
Abgesehen von den üblichen Messproblemen bei der Erhebung sozialwissenschaftlich relevanter Daten – ob nun durch wissenschaftliche Vereinigungen oder durch staatliche Stellen durchgeführt – besteht der auffallendste Unterschied zwischen den hier skizzierten theoretischen Modellen und den mit empirischen Daten arbeitenden Modellen darin, dass die Variablen durchweg diskrete, ganzzahlige Werte annehmen. (Zur Erinnerung: Diskrete Variablen treten auch in stochastischen Modellen auf.) Aus dem Differentialgleichungssystem wird ein System von Differenzengleichungen.
Ein primäres Ziel empirischer Modelle ist die Bestimmung der Parameterwerte. Dabei kommen sowohl einfache statistische Methoden wie die Mittelwertbildung zum Tragen, als auch ausgefeilte ökonometrische Methoden, die mit der Epidemiologie an sich nichts zu tun haben. Ein Beispiel für letzteres ist die Prognose des Meldeverzugs bei der Erhebung von Daten durch das Robert-Koch-Institut.
Sind die Parameterwerte bestimmt, lässt sich der Verlauf einer Epidemie rekonstruieren (ex-post-Prognose) oder auch für eine kurze Frist vorhersagen. Die Länge des Prognosehorizonts hängt von der Konstanz der gemessenen Parameterwerte ab.